# UFC Fight Night: Rodríguez vs. Penn
UFC Fight Night: Rodríguez vs. Penn (også kendt som UFC Fight Night 103) var et MMA-stævne, produceret af Ultimate Fighting Championship, der blev afholdt den 15. januar 2017 i Talking Stick Resort Arena i Phoenix, Arizona i USA.

## Baggrund
Dette var det andet event organisationen afholdte i Phoenix.
En fjervægtskamp mellem The Ultimate Fighter: Latin America-fjervægts-vinder Yair Rodríguez og den tidligere UFC-letvægts-mester og UFC-weltervægtsmester B.J. Penn var stævnets hovedattraktion. Dette var Penns første UFC-kamp i over 2 og et halvt år.
Danske Joachim Christensen kæmpede sin anden UFC-kamp i karrieren på stævnet, hvor han besejrede serbiske Bojan Mihajlović på teknick knock out (slag) i 3. omgang efter 2 minutter og 5 sekunder.

## Bonus awards
De følgende kæmpere blev belønnet med $50,000 bonuser:
- Fight of the Night: Augusto Mendes vs. Frankie Saenz
- Performance of the Night: Yair Rodríguez of Oleksiy Oliynyk

## International tv-transmittering
| Land    | Tv-kanal         |
| ------- | ---------------- |
| Denmark | Viaplay Fighting |
| Norway  | Viaplay Fighting |
| Sweden  | Viaplay Fighting |